# خانه حاج حسن صراف
خانه حاج حسن صراف مربوط به اواخر دوره صفوی است و در اصفهان، خیابان خواجه ـ چهار سوآجری واقع شده و این اثر در تاریخ ۷ مهر ۱۳۵۴ با شمارهٔ ثبت ۱۱۰۰ به‌عنوان یکی از آثار ملی ایران به ثبت رسیده‌است.